# Droga krajowa nr 160 (Kostaryka)
Droga krajowa nr 160 (hiszp. Ruta Nacional Secundaria 160/Ruta 160) – jedna z dróg krajowych w Kostaryce. Znajduje się ona w prowincjach Guanacaste i Puntaernas. Droga przebiega pomiędzy terminalem promowym Naranjo a drogą krajową nr 21 na półwyspie Nicoya i ponownie z drogą krajową nr 21 w Santa Cruz w Guanacaste.

## Opis
W prowincji Guanacaste droga krajowa nr 160 przebiega przez kanton Nicoya (przez dystrykty Sámara i Nosara), przez kanton Santa Cruz (przez dystrykty Santa Cruz, Veintisiete de Abril i Cuajiniquil), przez kanton Nandayure (przez dystrykty Zapotal i Bejuco) oraz przez kanton Hojancha (przez dystrykt Puerto Carrillo).
W prowincji Puntaernas droga krajowa nr 160 przebiega przez kanton Puntarenas (przez dystrykty Paquera i Cóbano).

## Historia
Od kwietnia 2018 roku na odcinku pomiędzy terminalami promowymi budowane są odpowiednie drogi asfaltowe i trzy nowe mosty.